# Abracris
Abracris là một chi châu chấu trong họ Acrididae; chúng được tìm thấy ở trung và nam Mỹ.

## Các loài
Có ít nhất ba loài được mô tả thuộc chi Abracris, được tìm thấy ở Bắc, Trung và Nam Mỹ.
- Abracris bromeliae Roberts & Carbonell, 1981
- Abracris dilecta Walker, 1870
- Abracris flavolineata (De Geer, 1773)